# Phipps-Grinnell Automobile Company
Phipps-Grinnell Automobile Company war ein US-amerikanischer Hersteller von Kraftfahrzeugen.

## Unternehmensgeschichte
Ira und C. A. Grinnell sowie Joel G. Phipps gründeten 1911 das Unternehmen. Der Sitz war in Detroit in Michigan. Sie begannen mit der Produktion von Automobilen. Der Markenname lautete Phipps-Grinnell.
Zum Jahresende trennten sich die Partner. Die beiden Grinnells gründeten die Grinnell Electric Automobile Company und Phipps die Phipps Electric Company.

## Fahrzeuge
Im Angebot standen ausschließlich Elektroautos.
Zwei Modelle waren Personenkraftwagen. Model C hatte ein Fahrgestell mit 198 cm Radstand und war als Coupé karosseriert. Model D  hatte 225 cm Radstand. Der Aufbau wurde Extended Coupé genannt.
Daneben gab es einen Lieferwagen.